# Abutilon reventum
Abutilon reventum är en malvaväxtart som beskrevs av S. Wats. Abutilon reventum ingår i släktet klockmalvor, och familjen malvaväxter. Inga underarter finns listade i Catalogue of Life.